# Tiroteig del 15 d’abril de 2021 a Indianàpolis
El Tiroteig del 15 d’abril del 2021 a Indianàpolis va ser un tiroteig massiu que va tenir lloc en un magatzem de l'empresa de serveis postals FedEx a Indianapolis, Indiana, Estats Units. Nou persones van morir, inclòs l'home armat que es va suïcidar, i almenys sis més van resultar ferides. Tots van ser traslladats a diversos hospitals de la zona.
Les instal·lacions de la companyia són a prop de l'aeroport internacional de la ciutat, a l'estat d'Indiana.
Un testimoni va relatar veure el tirador disparant a l'aire lliure amb el que va descriure com una arma automàtica o un subfusell. La policia va arribar al lloc poc després de les 23 h 0 hora local (UTC - 04:00) i es va trobar una situació de tirador actiu.
El tiroteig va suposar un breu tancament de la carretera interestatal 70 a Ameriplex Parkway.